# Повест за миналите времена
Повест за миналите времена (на църковнославянски: Повѣсть времяньныхъ лѣтъ, на руски: Повесть временных лет; на украински: Повість врем'яних літ) е хроника на Киевска Рус от първата четвърт на XII век, съставена отмонаха Нестор в Киев.:с. 59 Известна е и под името Повесть временных лет („Повест за изминалите години“), защото започва с това изречение., но се среща също като Начална руска летопис (вероятно превод от английското Russian Primary Chronicle).
Хрониката е запазена в няколко варианта, написани на старобългарски език в неговата руска редакция.
За разлика от други средновековни хроники, тази хроника е единственият писмен източник за ранната история на източните славяни. Това е причината тя да бъде подлагана на обстоен критичен анализ. Хрониката е също ценен пример за средновековната източнославянска литература. Пълният ѝ текст е известен по по-късни преписи от XIV – XVI век. Болшинството по-късни руски летописи са създадени на нейна основа.
Започва от библейските времена и завършва с 1117 година в третата редакция. Датираната част от историята на Рус започва от 852 г., към която се отнася началото на управлението на византийския император Михаил III и когато е първият поход на русите към Константинопол.

## Три редакции
Дълго време се смята, че първоначалната компилация е направена от монаха Нестор около 1113 г., и самата история е наричана „Несторова хроника“. Сред източниците, използвани от Нестор, са по-стари славянски летописи, днес изгубени, византийските хроники на Йоан Малала и Георги Амартол, фолклорни легенди, известни като „билини“ (на руски: былини) и възприемани като устно историческо повествование, викингски саги, византийски религиозни текстове, руско-византийски договори, устни разкази на военачалници и други.
Нестор работи в двора на княз Святополк II и вероятно споделя неговите про-скандинавски политически симпатии. Според някои изследователи това оказва чувствително влияние върху съдържанието на хрониката, отдалечавайки я от реалността, за да бъде използвана като източник на политически доводи. Началната част е изпълнена с анекдотични случки, указващи важността и постоянството на викингското участие в управлението на страната, като пристигането на тримата варяжки братя в Новгород, основаването на Киев, убийството на Асколд и Дир, смъртта на Олег, ухапан от змия, скрила се в черепа на мъртвия му кон, или отмъщението на княгиня Олга над древляните, убили нейния съпруг Игор I. Интересен е разказът за дейността на св. Кирил и Методий сред славяните, както и описанието на премахването на култа към Перун в Киев от Владимир Велики – отначало страстен почитател на това божество, после той се покръства.
През 1116 г. текстът на Нестор е силно редактиран от местен книжовник, известен като игумен Силвестър, добавил името си в края на хрониката. Тъй като неговият манастир се намира в земите на княз Владимир Мономах, втората редакция прославя този владетел и го поставя в центъра на последните събития в летописа. Тази версия е запазена в „Лаврентиевската летопис“.
Трета редакция е направена през 1118 г. Тя се концентрира върху сина и наследник на Владимир, Мстислав Велики. Авторът на тази версия може би е византиец, тъй като коригира и адаптира много от сведенията за Византия. Тази редакция на хрониката е запазена в „Ипатиевската летопис“.

## Два ръкописа
Оригиналите на изначалната Начална руска летопис и на двете редакции са изгубени. Най-старите копия са значително по-късните Лаврентиевска и Ипатиевска летопис, така че е трудно първоначалното съдържание да бъде установено дословно.
Лаврентиевската летопис е копирана през 1377 г. от монаха Лаврентий в Нижни Новгород за местния княз Дмитрий Константинович. Тя представлява препис на изгубена хроника, съставена през 1305 г. за Михаил I, княз на Твер. Разказът стига до 1305 г., но по някаква причина периодите 898 – 922 г., 1263 – 1283 г. и 1288 – 1294 г. са пропуснати. Ръкописът е открит през 1792 г. от граф Алексей Мусин-Пушкин.
Ипатиевската летопис е открита в Ипатиевския манастир в Кострома от руския историк Николай Карамзин. Текстът е компилиран през 15 век, но включва ценна информация от изгубени хроники от 12 и 13 век.

## Съвременни изследвания
Повест за миналите времена е сред най-обстойно изследваните текстове в историята. Публикувани са множество монографии и варианти на хрониката, като първите известни са от 1767 г. Алексей Шахматов издава първият обстоен текстологичен анализ през 1908 г. По-късни изследвания, като тези на Дмитрий Лихачов, преразглеждат неговите изводи. Те се опитват да реконструират преднесторовия текст, компилиран в двора на Ярослав Мъдри в средата на 11 век.